# Saint-Sornin-Lavolps
Saint-Sornin-Lavolps település Franciaországban, Corrèze megyében. Lakosainak száma 846 fő (2022. január 1.). Saint-Sornin-Lavolps Arnac-Pompadour, Beyssac, Concèze, Lascaux és Vignols községekkel határos.

## Népesség
A település népessége az elmúlt években az alábbi módon változott:
| Lakosok száma | 850  | 940  | 946  | 931  | 878  | 868  | 858  | 851  | 848  | 846  |
|               | 1968 | 1982 | 1990 | 2006 | 2013 | 2015 | 2017 | 2019 | 2020 | 2022 |